# 토마스 폰 브룀센
토마스 비르게르 폰 브룀센(스웨덴어: Tomas Birger von Brömssen, 1943년 5월 8일~)은 스웨덴의 배우이다.

## 출연 작품

### 영화
- 릴라 안나 오크 랑가 파브론 (2013년)
- 소피의 세계 - 미니시리즈 (2000년)
- 소피의 세계 (1999년)
- 아름다운 청춘 (1995년)
- 고모론 (1992년) - 게스트 역
- 개 같은 내 인생 (1985년) - 군나르 역